# Selenolessje
Selenolessje (russisch Зеленолесье, deutsch Gricklaugken, 1938 bis 1945 Bönick, litauisch Griklaukiai) ist eine Siedlung in der russischen Oblast Kaliningrad. Sie gehört zur kommunalen Selbstverwaltungseinheit Munizipalkreis Krasnosnamensk im Rajon Krasnosnamensk.

## Geographische Lage
Selenolessje liegt am Nordufer der Scheschuppe (1939 bis 1945: Ostfluß, russisch: Scheschupe, litauisch: Šešupė), sieben Kilometer nordwestlich der Rajonstadt Krasnosnamensk (Lasdehnen/Haselberg) und 25 Kilometer nördlich der einstigen Kreisstadt Pillkallen (1938 bis 1945: Schloßberg, heute russisch: Dobrowolsk). Der Ort ist über eine Nebenstraße (27K-290) zu erreichen, die Krasnosnamensk mit Nemanskoje (Trappönen/Trappen) verbindet. Eine Bahnanbindung besteht nicht.

## Geschichte

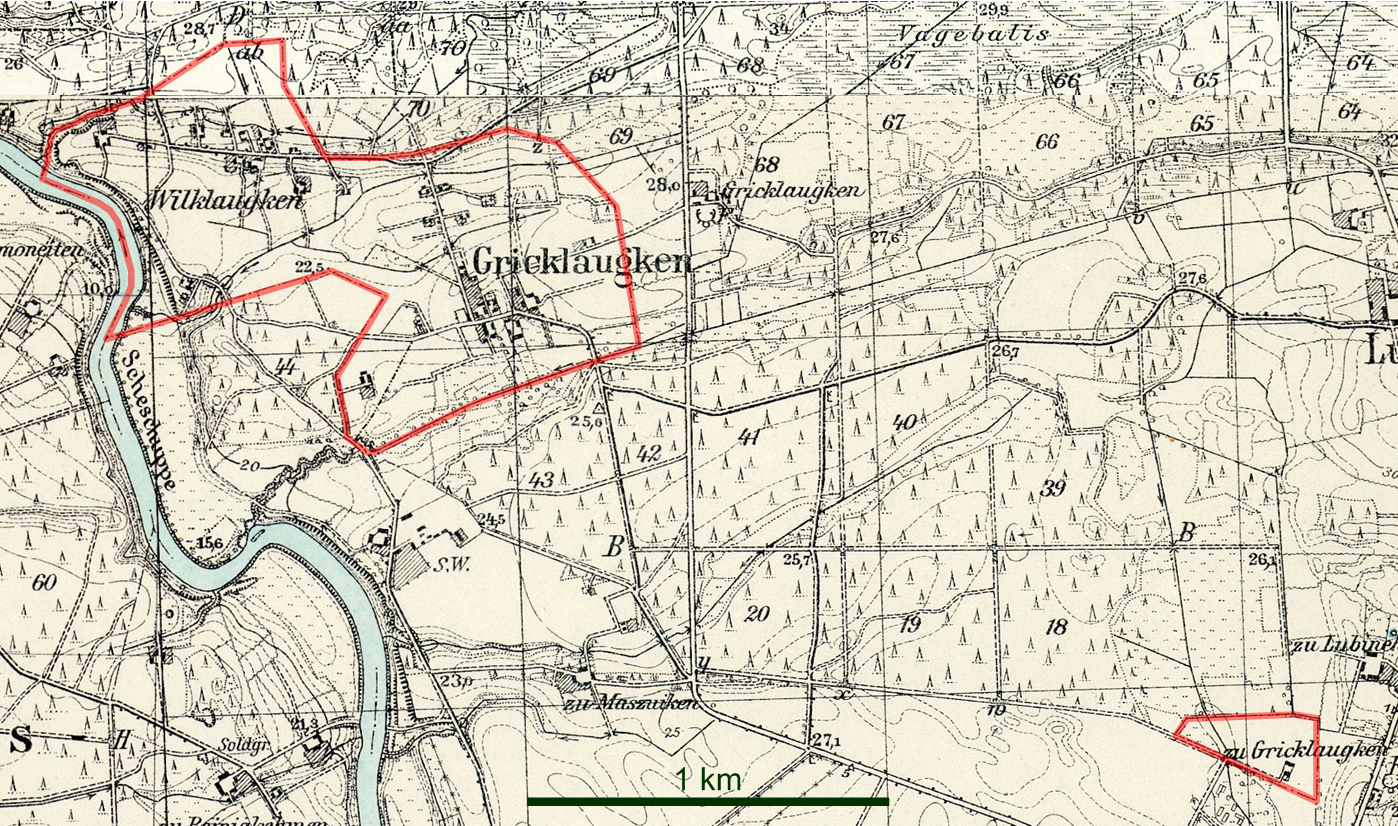
Die Landgemeinde Gricklaucken auf einem Messtischblatt von 1927

Grugcklaugcken wurde in der zweiten Hälfte des 17. Jahrhunderts im Zuge einer Schatullsiedlungstätigkeit auf ehemaligem Forstland als köllmisches Bauerndorf gegründet. 1857 wurde das ehemalige Erbfreigut Wilklaugken in die Landgemeinde Gricklaugken eingemeindet, die seit 1874 zum Amtsbezirk Jucknaten im Kreis Pillkallen gehörte. 1929 kam auch die Försterei Gricklaugken zur Landgemeinde Gricklaugken. 1938 wurde Gricklaugken in Bönick umbenannt – wobei man wohl auf den historischen Namen von Wilklaugken zurückgriff.
1945 kam der Ort in Folge des Zweiten Weltkrieges mit dem nördlichen Ostpreußen zur Sowjetunion. 1947 bekam er die russische Bezeichnung Selenolessje und wurde gleichzeitig dem Dorfsowjet Liwenski selski Sowet im Rajon Krasnosnamensk zugeordnet. Später gelangte der Ort in den Timofejewski selski Sowet. Von 2008 bis 2015 gehörte Selenolessje zur Landgemeinde Alexejewskoje selskoje posselenije, von 2016 bis 2021 zum Stadtkreis Krasnosnamensk und seither zum Munizipalkreis Krasnosnamensk.

### Einwohnerentwicklung
| Jahr | Einwohner | Bemerkungen                                                                                                |
| ---- | --------- | --- |
| 1867 | 173       | |
| 1871 | 164       | davon in Wilklaugken 81, in der Försterei Gricklaugken zusätzlich 6                                        |
| 1885 | 161       | davon in Wilklaugken 78, in der Försterei Gricklaugken zusätzlich 8                                        |
| 1905 | 153       | davon 92 litauischsprachige, insgesamt davon in Wilklaugken 57, in der Försterei Gricklaugken zusätzlich 6 |
| 1910 | 160       | |
| 1933 | 163       | einschließlich der Försterei Gricklaugken                                                                  |
| 1939 | 164       | |
| 1984 | ~ 20      | |
| 2002 | 22        | |
| 2010 | 23        | |
| 2021 | 17        | |

## Kirche
Fast ausnahmslos war die Bevölkerung Gricklaugkens resp. Bönicks vor 1945 evangelischer Konfession. Das Dorf war in das Kirchspiel der Kirche Lasdehnen (der Ort hieß zwischen 1938 und 1946: Haselberg, heute russisch: Krasnosnamensk) eingepfarrt, die zum Kirchenkreis Pillkallen (Schloßberg) in der Kirchenprovinz Ostpreußen der Kirche der Altpreußischen Union gehörte. Heut liegt Selenolessje im weitflächigen Einzugsbereich der neu entstandenen evangelisch-lutherischen Gemeinde in Sabrodino (Lesgewangminnen, 1938 bis 1946 Lesgewangen) innerhalb der Propstei Kaliningrad (Königsberg) der Evangelisch-lutherischen Kirche Europäisches Russland.

## Söhne und Töchter des Ortes
- Jürgen Kretschmer (* 1943), deutscher Sportdidaktiker